# Aesir

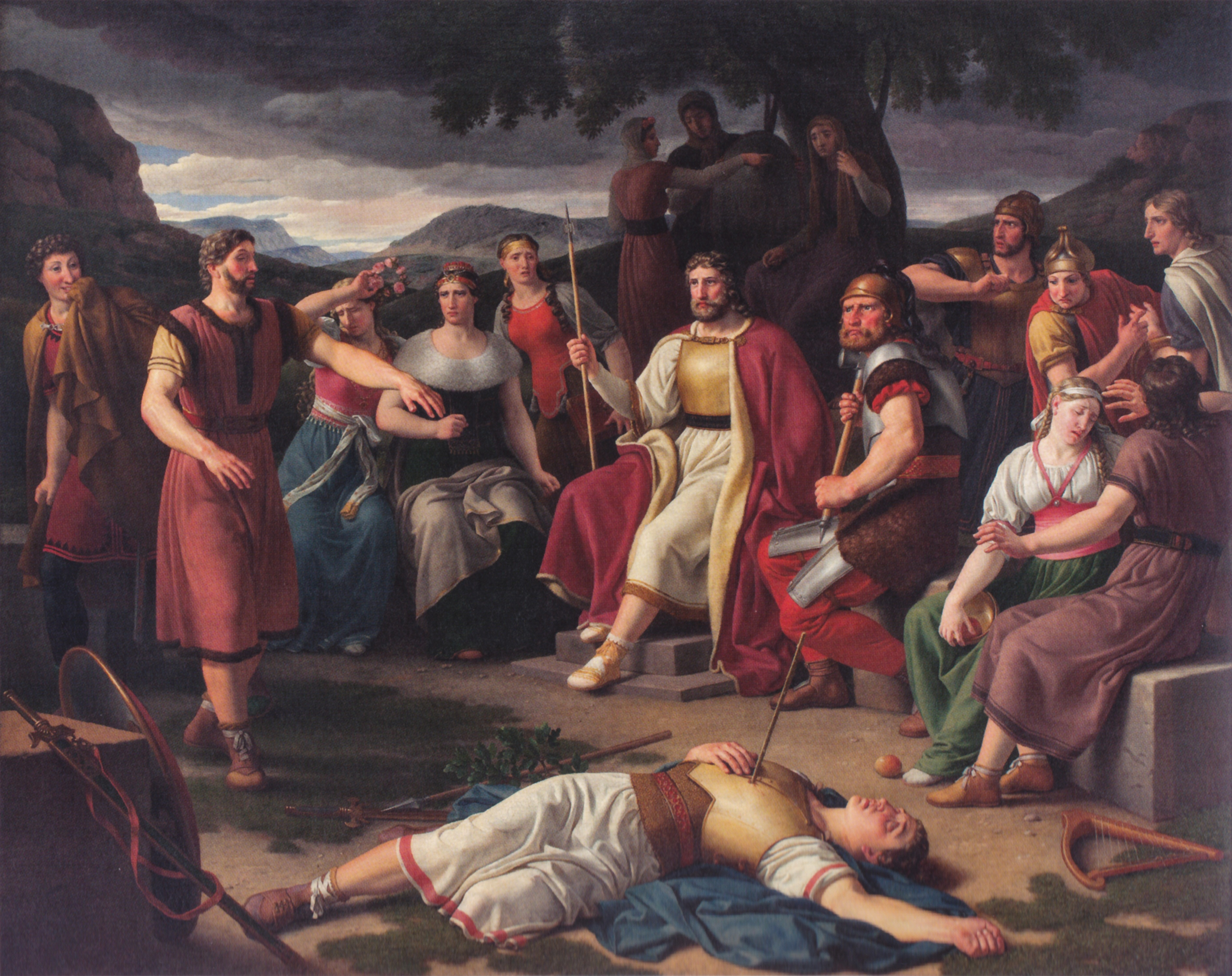
Christoffer Wilhelm Eckersberg: Moartea lui Balder (1817)

În mitologia nordică, Aesir este una din cele două familii rivale, dușmancă a dinastiei Vanir.
Din Aesir fac parte următoarele divinități: Bor, Frigg, Thor, Tyr, Loki, Heimdall, Ull, Sif, Bragi, Idunna, Baldur, Ve, Vili, Vidar, Hod, Forseti, Aegir, Ran, Hel, Fenris, Jormungand. Aceste zeități sunt asociate cu războiul, focul și cerul, fiind considerate protectoare și conducătoare ale universului.
Acest articol referitor la mitologia nordică  este deocamdată un ciot. Puteți ajuta Wikipedia prin completarea lui!